# 현대 슈퍼빌
현대 슈퍼빌(영어: Hyundai Superville)는 대한민국 서울특별시 서초구 서초중앙로 15 (서초동 1446-11)에 위치한 아파트 단지이다. A동 46층, B동 37층, C동 24층, D동 22층으로 구성되어 있다. 1999년에 착공하여 2003년 8월에 완공하였고 같은 해인 10월에 개장했다. 최고 층수는 지상 46층이고 최고 높이는 162m이다.

## 역사
현장조직운영 및 공사진행은 1999년 12월 2일 건축허가서 교부에서 2003년 10월 13일 사용검사필증입수의 인·허가과정까지 4년여 기간을 소요한 프로젝트로서 공사초기에 실패비용의 최소화를 위해 외국전문 컨설팅기관과 연계 총인원 39명이 참여한 V.E 워크샵을 통한 원가절감의 추진과 공정간 간섭사항의 사전발견을 통한 시공성향상, 생애유지관리비용의 최적화를 통하여 5개부서 78명(공무/건축/설비/전기/관리부-정점(Peak)시)의 인원으로 최고의 품질확보를 위하여 매진하였다.
주요 공법 및 기술이 있다. 양중 및 가설공사계획이 있다. 양중구성요소는 타워크레인 6대 / 호이스트 13대 / 복공판 2,600m2 / 지하전용출입로 2개소 /지상출입로 4개소 고층 자재 양중대 9대 / 본공사 Elev.10대 / 고층전용 콘크리트압송 배관/고압콘크리트 펌프카 C.P.B(Con’c Placing Boom) / 지게차와 지상크레인이다. 타워크레인은 T- TYPE : 3대(20ton 2대 / 8ton 1대)은 고층용이고 Luffing Type : 2대(28ton 2대)는 저층용이다. 호이스트는 A동 고속(외산) TWIN CAGE / 저속(국산) SINGLE CAGE, B동은 고속(국산) TWIN CAGE / 저속(국산) SINGLE CAGE, C동은 저속(국산) TWIN CAGE, D동은 저속(국산) TWIN CAGE다.
콘크리트 공사는 구조 형식이 있다. 지상은 철골, 철골철근콘크리트, 철근콘크리트구조, 지하는 철골철근콘크리트 및 철근콘크리트구조, 지하 외벽은 철근콘크리트구조, 기초는 직접기초(MAT 기초), 슬라브는 지하-철근 콘크리트 구조/ 지상-슈퍼/페로 데크+콘크 슬래브(Super/Ferro Deck+Con’c Slab)다. 사용 구조 재료는 콘크리트(KS F 4009)의 기둥 및 벽체 fck=240kg/㎠ ~420kg/㎠, 슬래브, 보 및 기초 fck=240kg/㎠, 철근은 fy=4000kg/㎠(KS D 3504;SD 40)이다. 타설장비는 지하층은 타설 장비는 펌프카 / 고정 펌프(Pump Car / Stationary Pump)를 사용하고 장비의 용량(Capacity)은 펌파카(Pump Car)는 1일 10시간 운용 시 100m3 / Hr 1000m3 타설 가능하고 고정 펌프(Stationary Pump)는 1일 10시간 운용시 60m3 / Hr 600m3 타설이 가능하다. 지상층은 타설 장비는 펌프카(Pump Car)를 사용하고 고정 펌프(Stationary Pump)를 사용하고 중앙 코어월(Core Wall), 타설 장비는 펌프카 / 고정점프 / 플레이싱 붐(Pump Car / Stationary Pump / Con’c Placing Boom)을 사용하고 장비의 용량(Capacity)은 30m3 / Hr 600m3 그리고 타설 가능하다.(1개층 120m3 타설시 4시간 소요 예상) 진동기(Vibrator)는 장비 1대당 진동기(Vibrator) 2대, 예비 진동기(Vibrator) 1대를 확보하고 타설 인원 운용 계획이 있고 장비 기사는 타설 장비 1대당 장비 기사 1명, 보조 기사 1명이다. 콘크리트 타설공은 장비 1대당 반장 1명, 진동기(Vibrator) 1대당 3명 총 7명, 쇠흙손 마감시 면적 20평 ~ 30평당 미장공 1명이다.
2000년 2월 터파기를 착수한 이래 지하주차장골조공사는 첫 콘크리트 타설이후 10개월만인 2001년 5월에 완료하였다. 선행공법이 적용되는데 자동등반시스템 코어월(A.C.S, Automatic Climbing System Core Wall)이다. 당사 건축공사에서 최초로 도입한 공법으로 골조공사 형태가 유사하게 반복되는 구간에 조립/해체작업을 최소화하고 공사용 작업발판을 장착하여 작업효율을 극대화할 수 있도록 설계/제작된 시스템 형태(System form)과 자동인양 장치를 결합한 거푸집 시스템(Formwork System)으로 구성되 초고층 골조공사의 코어월(Core Wall) 구조체 형성에 있어 안정성의 확보와 균일한 단계별 연속작업을 통한 구조체의 정확성 증진으로 골조공사의 우수한 품질을 확보와 함께 매일·시간별 작업공정 관리를 통하여 65회의 타설공정을 약 13개월에 걸쳐 2001년 12월에 성공적으로 골조공사를 완료하였다. A동과 B동의 A.C.S 코어월(Core Wall) 또한 5~6일 콘크(Con’c) 타설주기로 65회 타설공정을 13개월에 걸쳐 2001년 12월에 완료한 이후 각동별 골조공사와 외벽마감(Al.Curtain Wall/경량복합판넬) 공사와 내부칸막이공사를 2002년 7월에 완료하였다.
외벽마감공사는 AL이다. 커튼월/경량복합판넬/건식석공사다. 이 공사가 AL이다. 커튼월공사는 AL이다. 창호는 유닛(Unit) 타입과 막대(Stick) 타입을 혼용하여 적용하였고, 모든 제품은 현장실측을 통하여 공장에서 제작 현장에서 앵커링작업만 하도록 진행하여 공장제작으로 인한 고품질과 더불어 공기단축의 효과를 가져올 수 있었다. 유닛(Unit) 타입은 커튼월을 일정한 모듈로 분할하여 공장에서 완제품으로 조립(유리취부포함)하고 현장내의 반입, 설치가 용이하도록 한 방식으로서 적층 형태로 설치되어 유니트의 높이는 1개층의 층고와 동일하도록 제작하였고, 막대(Stick) 타입은 구성될 창호의 형태 및 크기를 고려하여 공정에서 일부가공 후 현장에서 다운(Knock-down) 상태로 자재를 반입하여 현장에서 조립, 사이트 글레이징(Site Glazing)을 하는 방식으로 작업을 진행하였다.
경량복합판넬 공사 및 외벽 건식석공사는 건물 A동, B동의 외부 콘크리트 옹벽에 건식석공사(포천석 버너구이 30T)으로 높이 135m(지상 42층), 면적 15,000m2의 석공사를 구축하였다. 주요 고려사항으로 6mm Sus촉 사용에 따른 8mm 코어링 테이블(8mm coring table)을 특별제작, 원활한 환기 및 배변 압력변화 대응을 위한 윕홀(weep hole)을 설치, 발수처리 방안수립(제품, 적용부위), 외부거동에 대응할 수 있는 화스너 및 조정판 도입, 처짐방지대책(절골앵글 vs 성형앵글)수립하여 공사를 진행하였다. 스라브 콘크(Con’c) 타설 및 철골내화피복공사 완료 후 진행한 경량복합판넬은 철재판넬프레임에 단열재, 시멘트보드와 석재(포천석 버너구이 20T)를 한판넬로 공장제작하여 현장반입 후 설치하였으며, 아파트 전체 30,672m2 (7,321매)의 물량이 소요되었다.
내부 인테리어 및 주요전기 및 설비공사공사는 계약공기내인 2003년 8월 말에 완료하여 2개월에 걸친 시운전 후 2003년 10월부터 입주를 진행하였다. 2016년 당시 최저가는 14억 800만원이었다.

## 구성
현대 슈퍼빌의 구성이다.
| 동 명칭 | 층수 | 높이 |
| ------- | ---- | ---- |
| A동     | 46층 | 162m |
| B동     | 37층 | 130m |
| C동     | 24층 | 86m  |
| D동     | 22층 | 78m  |

## 높이
2003년 8월 완공 당시 서초구에서 높은 아파트가 되었다. 건물들의 높이를 설명하자면 A동이 가장 높다. 지상 46층인데 다른 동보다 높다. B동은 지상 37층, C동은 지상 24층, D동은 지상 22층이다. 지하로는 4층까지 있다. 2003년 8월에 완공되는 160m 이상의 아파트 단지이다.

## 특징

### 도입
층간소음·차음방지 대책을 도입했다. 근래 주거시설에 있어 층간·세대간 소음 및 차음을 통한 거주자에 양질의 주거환경을 제공하기 위해 당사 기술연구소에서 바닥차음재의 중량, 경량 충격음에 대한 성능시험을 실시하여 특수경질스티로폼을 사용하는 시공방안이 바닥충격음 차음성능 기준안의 권장치인 중량 L-45의 기준치에 만족하여 아래와 같이 바닥차음재로서 시공을 하였다.
또한, 공조설비의 가동시 발생되는 소음이 실내에 미치는 영향을 판단하기 위하여 침실, 거실 및 안방에서 측정한 결과 환기유니트, 에어컨, 실외기실에 대한 소음측정치가 각각 NC-25(30.0dB), NC-20(25.8.0dB, 26.2dB)로 나타나 주택에서의 기준인 NC-30∼NC-40의 범위를 만족하는 것으로 나타났다.

### 인테리어 및 서비스
주문형 인테리어 및 고객서비스라운지를 운영한다. 정형화된 아파트에서 자기만의 색깔을 표현할 수 있는 내부마감을 바라는 입주자의 욕구를 충족하기 위해 10Type의 평면형을 기본형과 선택형으로 구분, C.I.Y(Choose It Yourself)개념의 주문형 인테리어를 채택함으로 당현장에서 제시한 네오클래시즘, 모더니즘, 미니멀니즘 타입 3가지 중 자신의 라이프 스타일과 컨셉(Concept)에 맞는 인테리어 분위기로 결정하고 또한 상담과정에서 특별한 요구를 제시할 경우 특별옵션에 반영 입주자의 다양한 개성과 취향을 만족시키기 위하여 노력하였다. 또한 주거공간의 트렌드변화에 적절한 대응과 자신만의 특화된 이미지를 갖춘 주거공간을 원하는 소비자의 취향을 적극수용해 업체최초 입주 후 내부인테리어 마감부분의 재시공이 필요치 않는 최고의 고품격 주거시설에 걸맞는 고객 맞춤형 서비스를 제공하고자 했다. 이를 위해 고객서비스 라운지를 운영하여 내부마감자재변경부터 세대내 칸막이벽체 변경을 통한 새로운 공간의 창출 등 다양한 의견을 수용하고자 10여명의 전문가가 인테리어 및 설계를 상담하는 "고객맞춤 디자인 상담실" 운영과 입주관련사안을 원스톱(One-stop)으로 상담할 수 있는 곳으로 "세무상담 및 부동산 법률상담"의 운영을 통하여 탑클래스에 고품격 서비스 제공을 통한 고객의 의견을 반영하고 자산가치 상승과 함께 고객만족을 통한 최고의 주거문화를 창출을 위하여 노력하였다.

### 선진공사관리기법
선진공사관리기법(Project Management Information System)의 운용이다. 대규모로 수행되는 공사인만큼 공사참여자간 신속한 의사결정의 지원과 실시간 공사정보공유를 위해 단위업무별 기능을 표준화하여 프로젝트의 일정계획에 따른 실적관리로 종합적이고 체계적인 정보제공과 대형공사의 공사관리 능력배양에 따른 성공적인 공사수행과 전문기술의 축적 및 당사업에 참여자(감독원, 감리자, 시공자)의 공사정보를 실시간 공유를 통한 신속한  의사결정지원과 공사정보 및 자료의 체계적 유지관리를 실현하였다.
21C 신개념 주거공간의 초석으로 서초지역 주거시설의 대표적 랜드마크가 된 본 프로젝트는 현재 초고층 건축물 시공시의 접목해야할 여러 공법·구법을 도입하고 연구하여 공사를 진행하였다. 산학 연대를 위한 대학(원)생의 현장 방문, 견학과 초고층 건축시 고려 해야 할 도심지 공사, 근접시설 터파기 공사, 고층 양중계획, 수평-수직 복합 양중 계획, 커튼월 및 외벽 결로 방지 시스템(System), 층간 소음 방지 시스템(System), 입주자 선호에 따른 주문형 인테리어 공사, 주변 경관과 어울리는 예술의 거리 조성 및 아쿠아 아트 다리(Bridge) 조성공사, 민원예방을 위한 사전 점검 및 대민 활동, 건설기술 관리법에 대한 책임 감리 현장, 서울시 산학 품질 시험 연구소의 적정성 심사대상 현장으로 산학연의 공동 협조체제와 더불어 신기술·신공법, 신개념이 적용된 21세기 최고의 주거 공간이라할 수 있다.

## 내부 시설
현대 슈퍼빌의 내부 시설이다.
| 층수                | 시설        |
| ------------------- | ----------- |
| 2층 ~ 46층          | 아파트(A동) |
| 2층 ~ 37층          | 아파트(B동) |
| 2층 ~ 24층          | 아파트(C동) |
| 2층 ~ 22층          | 아파트(D동) |
| 1층                 | 로비        |
| 지하 4층 ~ 지하 1층 | 지하주차장  |

## 같이 보기
- 서울특별시의 마천루 목록